# Hans Wildefüer
Hans Wildefüer oder Wildefuer (* ca. 1483 in Hildesheim; † 1541 ebenda) war zwischen 1526 und 1541 mehrfach regierender Bürgermeister der Altstadt Hildesheim.

## Leben

Das Wappen der Stadt Hildesheim mit Reichsadler und der Jungfrau als Helmzier

Wildefüer war entschiedener Anhänger des alten Glaubens und verhinderte zeit seines Lebens die Einführung der Reformation in Hildesheim, so dass diese erst nach seinem Tod unter seinem Nachfolger Harmen Sprenger 1542 in Alt- und Neustadt Hildesheim einziehen konnte.
1528 erreichte er bei Kaiser Karl V. (HRR) die Verleihung eines neuen, um den halben schwarzen Reichsadler und die Jungfrau als Helmzier erweiterten Wappens für die Altstadt. Zwei Jahre später wurde er in Innsbruck von diesem zum Ritter geschlagen.
1895 wurde in der Südstadt die Wildefüerstraße nach ihm benannt.

## Rezeption
Wildefüer ist der Titel eines 1919 erschienenen Romans von Paul Schreckenbach sowie einer 1891 von Hermann Hoffmeister 1891 veröffentlichten historischen Erzählung.